# Kumon Bum
El Kumon Bum és una serralada al nord-est de l'estat de Kachin a Myanmar. Les muntanyes més altes són el Bumba Bum (3.411 m) i el Ingoka Pum (2.458 m). A l'est, el riu Mali Hka hi baixa per la vall que porta fins a Putao.